# Serhiy Demydyuk
Serhiy Demydyuk (en ukrainien : Сергій Олександрович Демидюк, né le 5 juin 1982 à Simferopol) est un athlète ukrainien, spécialiste du 110 mètres haies. Il mesure 1,95 m pour 80 kg.
Il a remporté la médaille de bronze sur les haies aux Universiades de 2003 et a participé aux Jeux olympiques d'été de 2004 sans passer le cap des séries éliminatoires. 
Il a également terminé huitième aux Championnats d'Europe.
Sa meilleure performance est de 13 s 22. Ce temps réalisé à Osaka en août 2007, lors des Championnats du monde, est le record national d'Ukraine.

## Palmarès

### Jeux olympiques
- Jeux olympiques de 2004 à Athènes ( Grèce)
  - éliminé en série sur 110 m haies

### Championnats du monde d'athlétisme
- Championnats du monde d'athlétisme de 2005 à Helsinki ( Finlande)
  - éliminé en série sur 110 m haies
- Championnats du monde d'athlétisme de 2007 à Osaka ( Japon)
  - 6e sur 110 m haies

### Championnats d'Europe d'athlétisme
- Championnats d'Europe d'athlétisme de 2006 à Göteborg ( Suède)
  - 8e sur 110 m haies

### Universiades
- Universiade d'été 2005 à İzmir ( Turquie)
  -  Médaille de bronze sur 110 m haies

### En salle

#### Championnats du monde d'athlétisme en salle
- Championnats du monde d'athlétisme en salle de 2004 à Budapest ( Hongrie)
  - éliminé en série sur 60 m haies
- Championnats du monde d'athlétisme en salle de 2006 à Moscou ( Russie)
  - éliminé en demi-finale sur 60 m haies

#### Championnats d'Europe d'athlétisme en salle
- Championnats d'Europe d'athlétisme en salle de 2005 à Madrid ( Espagne)
  - éliminé en demi-finale sur 60 m haies
- Championnats d'Europe d'athlétisme en salle de 2007 à Birmingham ( Royaume-Uni)
  - 5e sur 60 m haies